# Хакі

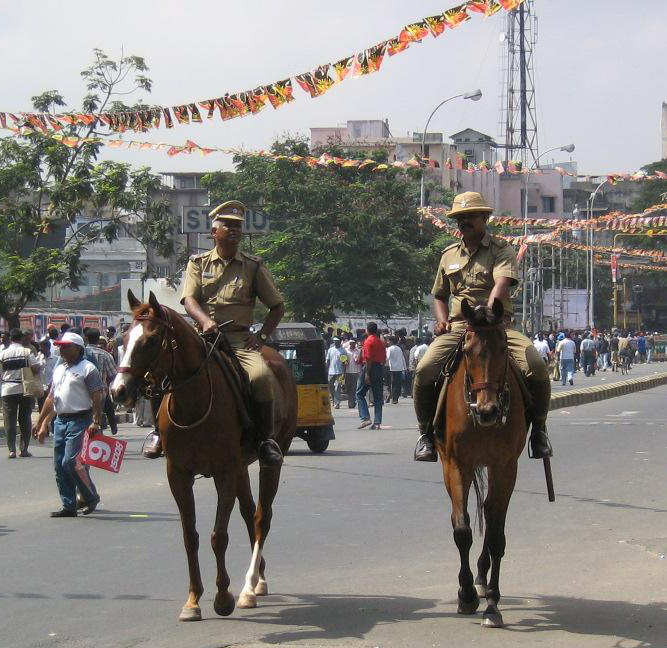
Поліція міста Ченнаї у формі кольору хакі

Ха́кі (з хіндустані через перську — «запилюжений») — загальна назва відтінків «захисного» кольору від брудно-жовтого до зеленкувато-коричневого. Колір хакі широко використовують військовики багатьох країн для камуфляжу.
Термін та ідею  1848 року впровадили офіцери Британської Ост-Індської компанії Гаррі Ламдсен і Вільям Годсон, а військову форму цього кольору вперше широкомасштабно використали армії компанії під час Повстання сипаїв 1857—1858 років, коли через високі втрати солдати були змушені фарбувати свій білий одяг в нейтральні кольори. Офіційно колір почали використовувати у Британській армії та Армії Британської Індії починаючи з Англо-ефіопської війни 1868 року, в якій взяли участь виведені з Індії війська.

## Хакі в культурі та мистецтві
- Антивоєнна пісня радянської (російської) групи Наутілус Помпіліус називається «Куля кольору хакі» (рос. Шар цвета хаки).
- В романі Брюса Стерлінга та Вільяма Гібсона «Машина Відмінностей» колір хакі придумали англійці і військову форму кольору хакі використовували вже у Кримській війні (1853—1856 рр.)